# Vrijdagmarkt (Gand)
Le Vrijdagmarkt (prononcé en néerlandais : [ˈvrɛidɑxmɑr(ə)kt] ; littéralement Marché du vendredi) est une place du centre historique de Gand.
L'une des plus grandes et des plus anciennes places de Gand,
elle a joué un rôle important dans l'histoire de la ville
.

## Emplacement
Sa surface carrée, d'environ 100 mètres de côté, en fait l'une des plus grandes places publiques de Gand. Depuis 1199, la place est remplie d'étals de marché tous les vendredis matin
, d'où son nom. 
Sur la place, à l'endroit où a été assassiné, en 1345, 
Jacob van Artevelde, se trouve 
sa statue. 
Le « sage de Gand» s'est rangé du côté de l'Angleterre pendant la guerre de Cent Ans.
La place est entourée de maisons des corporations (Maison de la Corporation des tanneurs, Maison du Lévrier) qui abritent actuellement des bars et des restaurants. 
Dans l'angle nord se trouvent les bâtiments de la Maison du peuple Ons Huis, du style Art nouveau de l'architecture éclectique.
Sous la place, un parking souterrain compte plusieurs étages.

## Galerie

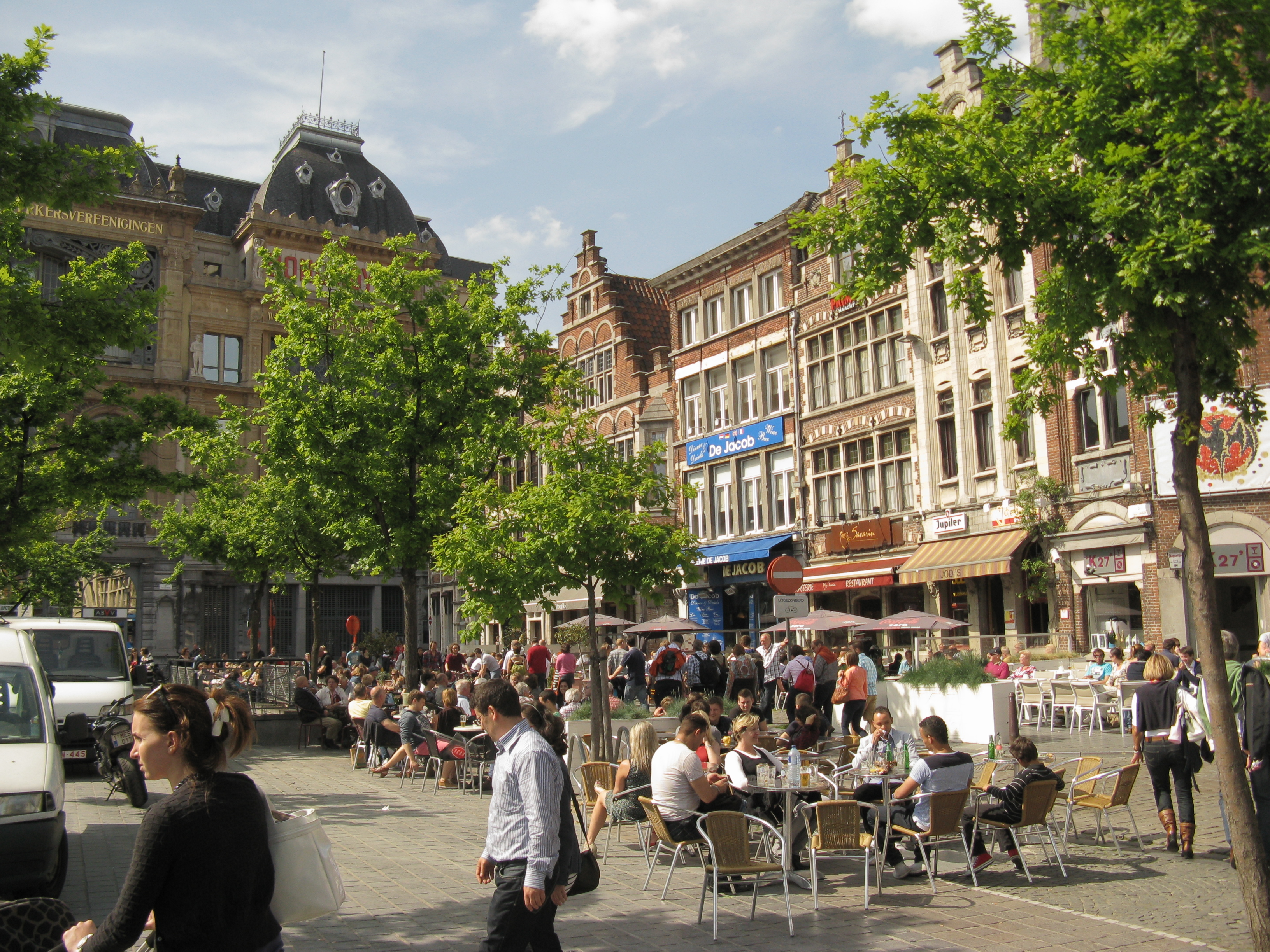
Terrasses sur la place en été.
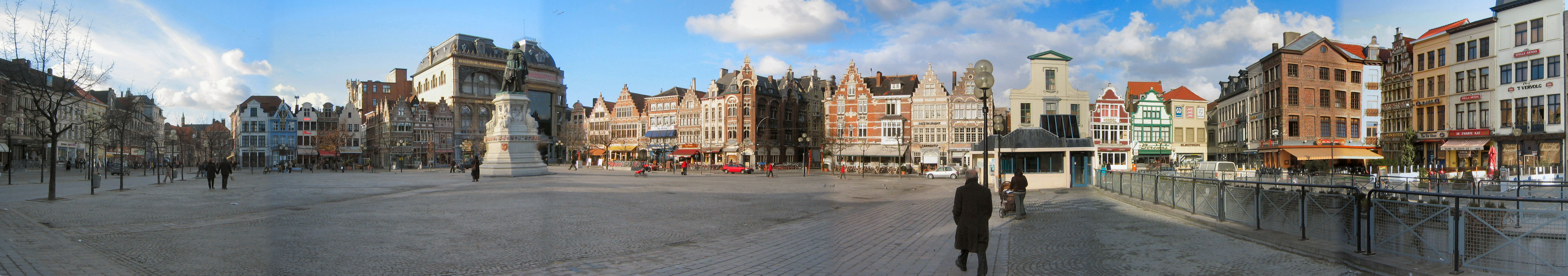
Vue panoramique.
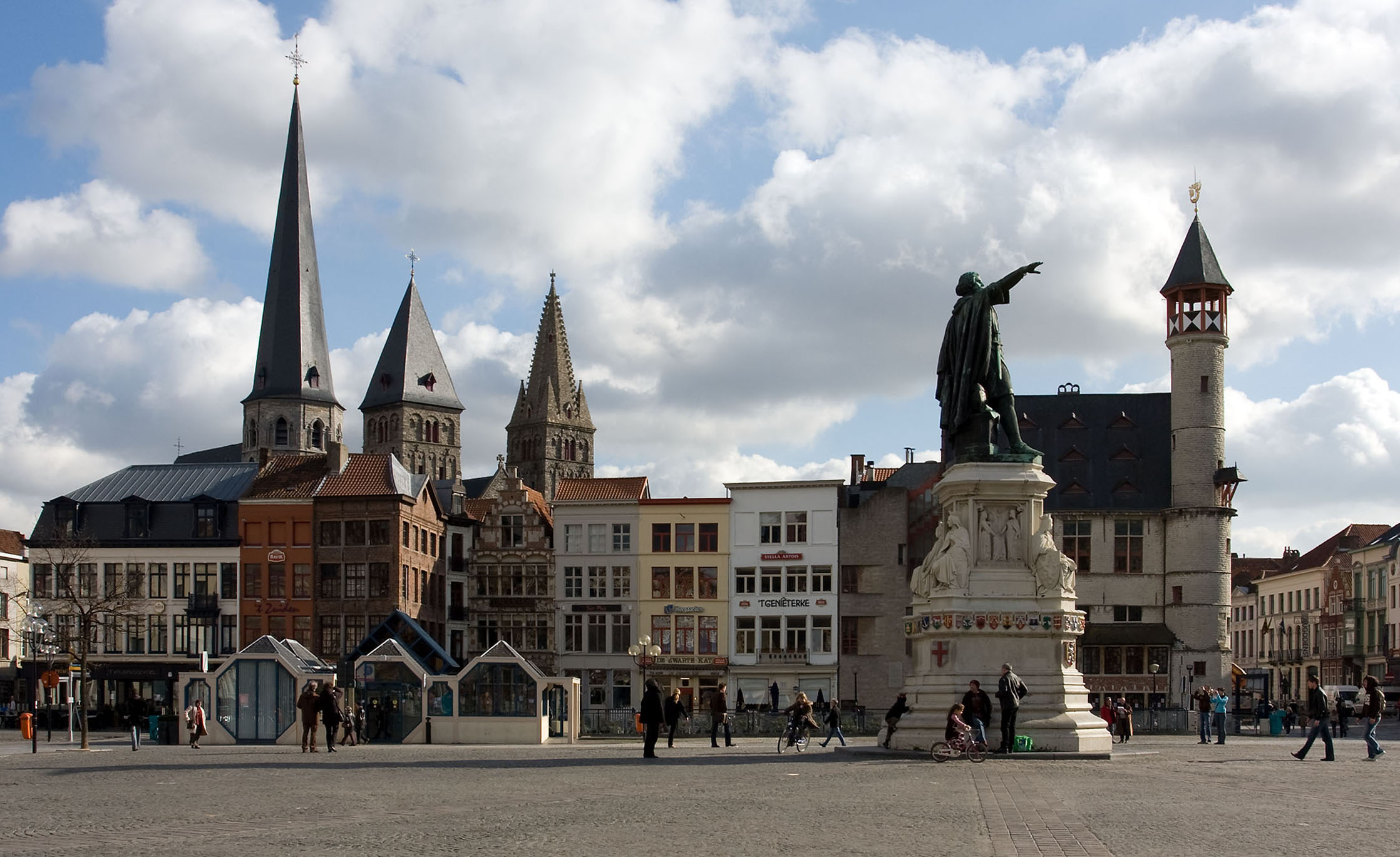
Statue de Jacob van Artevelde au milieu du Vrijdagmarkt.